# Absyrtus decrepitus
Absyrtus decrepitus là một loài tò vò trong họ Ichneumonidae.